# Unidos do Alvorada Esporte Clube
O Unidos da Alvorada Esporte Clube ou Unidos do Alvorada é um clube esportivo da cidade de Manaus, se destacando no futebol e futsal do Amazonas.

## História
Dentro da comunidade do Alvorada, em 1981, surgiu um movimento social a partir do time de futebol União Força Jovem, formado pelos amigos Jacaré, Roberval, Nozinho, Sidney, José Carlos, entre outros. Em 1988, integrantes de vários outros times do bairro se juntaram ao movimento, que passou a se chamar Unidos do Alvorada, pois seus integrantes estavam, em sua própria visão, unidos pela vontade de levar lazer à comunidade.
Existindo informalmente, o clube foi fundado oficialmente em 15 de maio de 1995, no tradicional bairro de Alvorada, na zona oeste de Manaus. Inicialmente unido à escola de samba homônima, estes se separaram em 2001, quando cada setor passou a ter autonomia e sua própria diretoria.

### Campeão no Amadorismo
Assim que nasceu, o clube passou a figurar nos mais importantes campeonatos amadores da cidade de Manaus, e se tornou figura tradicional, principalmente no Campeonato de Peladas do Amazonas, o famoso "Peladão", organizado pelo grupo Acritica. Nesse que é hoje o torneio de futebol amador mais popular de Manaus, obteve sua primeira conquista no ano de 2009 ao bater nos pênaltis o Panair F.C. diante de um Estádio Vivaldo Lima lotado. Foi vice-campeão na edição de 2017 para ser campão no ano seguinte, em 2018. O Unidos foi novamente finalista em 2021 mas em nova decisão por pênaltis acabou perdendo o título.
Títulos
- Campeonato Amazonense de Peladas - 02 (2009 e 2018)

### Futebol profissional
Ainda em 2009, surgiu a ideia de alguns torcedores de profissionalização do clube, seguindo os caminhos de outro tradicional clube amador, o Compensão. Porém, jogando com seu time principal dos torneios amadores perdeu por 7 a 0 em um amistoso contra a equipe Sub-17 do Nacional, e isso serviu de desestimulo. Cerca de 13 anos depois, o clube com longa jornada e alguns sucessos no futebol amador e no futsal amazonense, se profissionalizou para disputar a 2ª divisão do Campeonato Amazonense de Futebol em 2022.

#### Estreia profissional
A estreia do clube no futebol profissional ocorreu em 17 de Julho de 2022, enfrentando o Atlético Amazonense em partida disputada na Arena da Amazônia. O clube do Alvorada venceu a partida por 1 a 0 e o autor do seu primeiro gol no profissionalismo foi o atacante Rossini, jogador com páginas notáveis no futebol amazonense quando passou pelo Manaus FC. O gol saiu aos 6 minutos de jogo com assistência de Charles. Com a segunda melhor campanha da fase regular, o Unidos disputou o acesso e teve como adversário o também estreante Parintins, o qual venceu por 2 a 1 atuando fora de casa, mas a derrota inesperada como mandante por 1 a 0 levou a disputa para os pênaltis, onde o clube alviazul foi novamente derrotado, por 5 a 4, e acabou não conquistando o acesso à elite estadual.

#### Acesso e título
Em 2023 o Unidos voltou à disputa da Segunda Divisão, e voltou a disputar o jogo de acesso à Primeira Divisão. Desta vez o clube venceu, enfrentando o Clíper por 1 a 0 em 10 de agosto de 2023 e conquistou o inédito aceso para a primeira divisão do Campeonato Amazonense de Futebol. Na final, o clube venceu o São Raimundo, nos pênaltis por 5 a 4 e foi campeão da segunda divisão estadual, seu primeiro título no futebol profissional.